# Вольфф, Тило
Тило Вольфф (нем. Tilo Wolff; 10 июля 1972, Франкфурт-на-Майне) — немецкий музыкант-мультиинструменталист, живущий в Швейцарии, основатель и лидер групп Lacrimosa (с 1990) и SnakeSkin (с 2004). Бывший менеджер немецкой группы Cinema Bizarre.

## Биография
Родился во Франкфурте-на-Майне, но вскоре с родителями переехал в Швейцарию, где поселился недалеко от Базеля. С 12 лет начал сочинять повести, которые были опубликованы в нескольких литературных журналах. После окончания школы прекратил учёбу и стал подрабатывать публикациями в журналах и игрой на трубе и пианино. Первые песни он записал в 1989. В 1990 году он основал Lacrimosa, а также лейбл Hall of Sermon для записей собственных работ. Первый концерт был дан в Лейпциге в 1993 году. В 1995 году его альбом Inferno взлетел на верхние строчки немецких хит-парадов, а в 1996 Тило Вольфф получил награду «Alternative Rock Music Award». На живых выступлениях Вольфф, помимо вокала, выполняет функции клавишника, а с 2005 года — ещё и трубача. В начале карьеры сценический образ Вольффа состоял из расправленного «ирокеза», готического макияжа и барочных костюмов. Позже музыкант отказывается от столь вызывающего имиджа, выражая всю полноту эмоций в музыке. Свою заветную мечту, записать альбом на студии Эбби-Роуд при участии Лондонского симфонического оркестра, Тило Вольфф осуществил в 1999 году на альбоме Elodia. Дальнейшие произведения Вольффа (такие, как альбом Fassade 2001 года) были ещё более сложными и глубокими, альбом Echos можно скорее причислить к классической музыке, нежели к року, но альбом Lichtgestalt, задуманный как итог всего творчества, возвращается к корням, и, в то же время, развивают линию новых альбомов в плане глубины музыки. Также Вольфф являлся менеджером группы Cinema Bizarre, которая объявила о перерыве в работе в начале 2010 года.

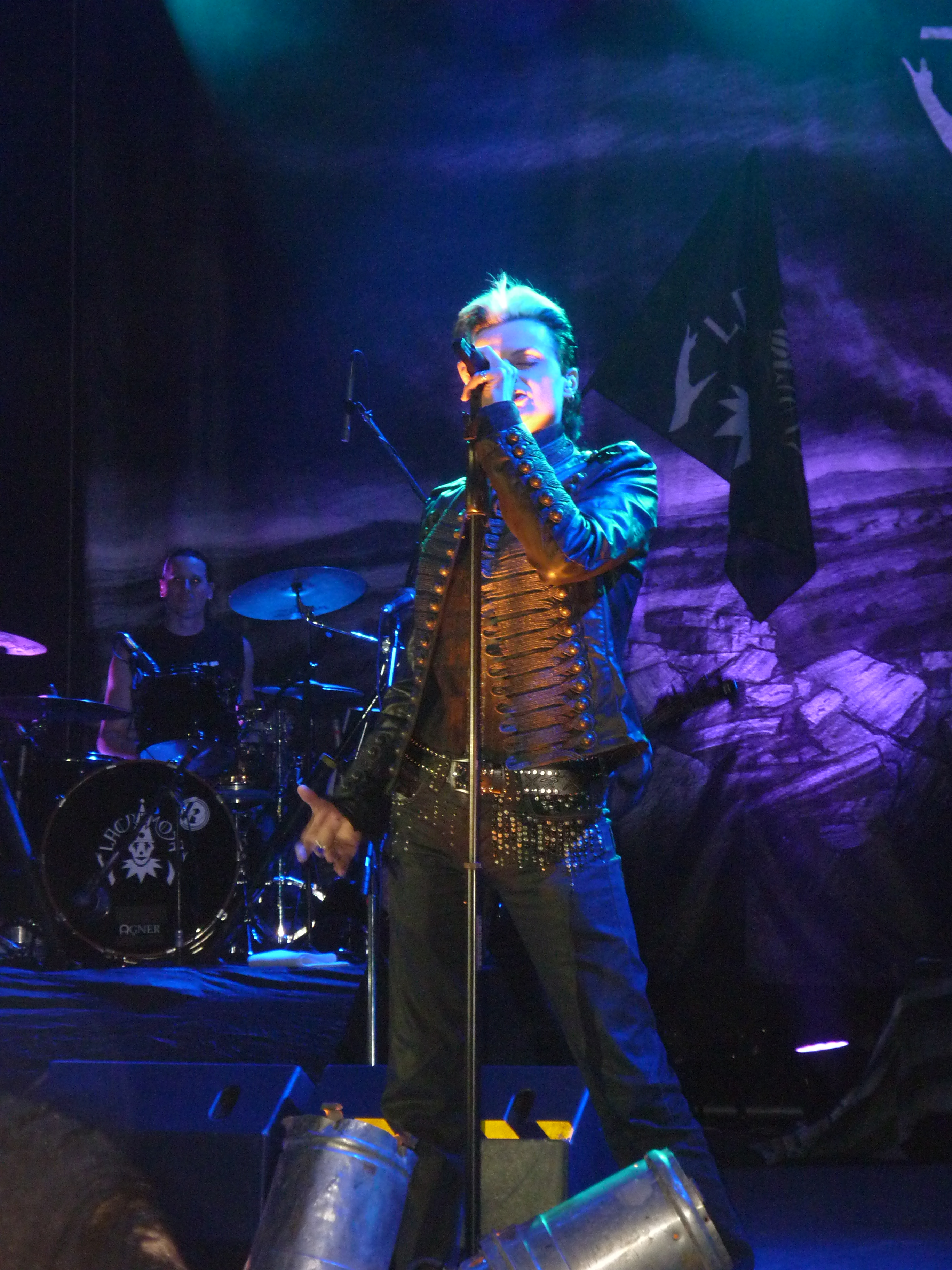
Фотография с одного из выступлений

Тило всегда верил и поныне искренне верит в Бога. «Я следую всем канонам христианской религии и даже хожу в церковь. Но я не католик. Мне не нравятся формы, в которые облекает веру католическая церковь. Но я очень набожный человек, и вера составляет очень важную часть моей жизни». Однако позже Тило заявлял:

«Очень важна также религия и вера в Бога. Я католик и представитель Новой апостольской церкви».
— Тило Вольфф
Он также выступает против «сатанинского» имиджа многих метал-групп.

«Я полагаю… я считаю, что игра с сатанинской, тёмной символикой очень чревата, небезопасна для тех, кто это слушает. Всегда найдутся те, кто воспримет это дело дословно, и… и будет нехорошо. Причем знаешь… часто спрашиваешь тех или иных музыкантов: „Вы правда верите в то, о чём поёте?“ А они отвечают: „Нет, что ты! Это просто хорошо продаётся, на самом-то деле мы нет…“ Вот так. Это, я считаю, ужасно. Ужасно для детей, которые принимают их пропаганду на веру».
— Тило Вольфф
Тило восхищается комическим актёром и режиссёром Чарли Чаплином, называет его фильм «Огни рампы» (англ. Limelight) своим любимым.

## Дискография
В составе Lacrimosa:
1. 1990 Clamor («Шум»)
2. 1991 Angst («Страх»)
3. 1992 Einsamkeit («Одиночество»)
4. 1993 «Alles Lüge» (CDS) («Всё ложь»)
5. 1993 Satura («Жертва богам»)
6. 1994 «Schakal» (CDS) («Шакал»)
7. 1995 Inferno («Преисподняя»)
8. 1996 «Stolzes Herz» (CDS) («Гордое сердце»)
9. 1997 Stille («Безмолвие»)
10. 1999 «Alleine zu zweit» (CDS) («Одиночество вдвоем»)
11. 1999 Elodia («Элодия»)
12. 2001 «Der Morgen Danach» (CDS) («Утро следующего дня»)
13. 2001 Fassade («Фасад»)
14. 2002 «Durch Nacht und Flut» (CDS) («Сквозь ночь и поток»)
15. 2003 Echos («Отголоски»)
16. 2005 «The Party Is Over» (EP) («Вечеринка окончена»)
17. 2005 Lichtgestalt («Светлый образ»)
18. 2006 Lichtgestalten (EP) («Светлые образы»)
19. 2007 Lichtjahre (live) («Светлые годы»)
20. 2009 «Feuer» (CDS) («Огонь»)
21. 2009 «I Lost My Star» (EP) («Я потерял свою звезду»)
22. 2009 Sehnsucht («Тоска»)
23. 2010 Schattenspiel («Театр теней»)
24. 2012 Revolution («Революция»)
25. 2013 «Heute Nacht» («Сегодня ночью»)
26. 2014 Live in Mexico City
27. 2015 Hoffnung («Надежда»)
28. 2017 Testimonium («Свидетельство»)
29. 2019 Zeitreise («Путешествие во времени»)
30. 2021 Leidenschaft[4]
31. 2024 «Avalon»[5]
32. 2025 Lament[5]

В составе SnakeSkin:
1. 2004 Music for the lost («Музыка для заблудших»)
2. 2006 Canta’Tronic
3. 2016 Tunes for my Santiméa
4. 2020 Medusa’s Spell

Другие проекты:
1. 1993 Christian Dörge — песни на альбоме Lycia
2. 1996 Illuminate — Verfall (продюсировал песню «Love never dies!»)
3. 1999 Dreams of Sanity — Masquerade (вокал в песне «The Phantom of the Opera»)
4. 1999 Kreator — Endorama (вокал в титульной песне)
5. 2006 Witt — Bayreth 3 (вокал и текст песни «Abendrot»)
6. 2008 Cinema Bizarre — Final Attraction (автор песни «The Silent Place»)
7. 2013 Kartagon — гостевой вокал в композиции «Messiah»[6]
8. 2016 Mono Inc. — «Children of the Dark» (feat. Tilo Wolff, Joachim Witt & Chris Harms)
9. 2020 Mono Inc. — «Shining Light» (Mono Inc., Tilo Wolff)[7]

## Интервью
- Светлана Семенова. Блиц-интервью | Тило Вольф // lacrimosa.life : сайт. — 2016. — 3 апреля.
- Сергей Калинин. По следам немецкого романтизма // yarcube.ru : сайт. — 2015. — 19 ноября.
- LacrimosaFAN.ru. Четвертое Фан-Интервью с Тило Вольффом // LacrimosaFAN.ru : сайт. — 2014. — 23 сентября.
- Demon Hunter. Эволюция — это жизненный принцип // www.darkside.ru : сайт. — 2013. — 29 июля.
- Владимир Зотов. LACRIMOSA: Интервью с Тило Вольфом // www.rockarchive.ru : сайт. — 2005.
- Echos Tour. Mera Luna Festival (видео) // senseslacrimosa.com : сайт. — 2004. — 8 августа.